# Zamarada vulpina
Zamarada vulpina är en fjärilsart som beskrevs av W. Warren 1897. Zamarada vulpina ingår i släktet Zamarada och familjen mätare. Inga underarter finns listade i Catalogue of Life.